# Seden Kirke
Seden Kirke er en kirke i Seden Sogn i Odense Kommune. Den ligger på Mindelundsvej 47. På kirkegården ligger det gamle hospital, der blev opført 1732 på foranledning af oberst H. G. Brüggemann til Ulriksholm. På den anden side af vejen ligger det gamle ungdomshjem Seden Enggård og sognegården, der er tegnet af kgl. bygningsinspektør Ebbe Lehn Petersen 2001. De mange årlige konfirmander kommer oftest fra Seden Skole, der ligger en lille kilometer fra kirken.
Seden Kirke blev bygget i 1400-tallets første årtier, hvilket indikeres af, at Odensebispen 1412 viede højalteret til Vor Frue og Skt. Clemens og gav kirken et afladsbrev. Den stående kirke har dog formentlig erstattet en tidligere kirke (af træ?), eftersom kirken huser både en romansk gravsten og døbefont.
Claus Rønnow til Hvidkildes patronatsret til kirken blev bekræftet i et pavebrev fra 1474, hvor det også nævnes, at kirken blev grundlagt og bygget af hans slægt. Efter reformationen 1536 lå kirken til Vor Frue Kirke. Kronen solgte kirken 1683 til Ulrik Frederik Gyldenløve. 1689 svarede Nicolai Brüggemann til Østergård skat for kirken og den lå efterfølgende til denne herregård indtil den erhvervedes af menigheden 1928.
1571 er det nævnt, at Seden og Agedrup kirker 'fra Arilds tid været annekser til hinanden', men de blev af Christian 3. henlagt til sognepræsten i Vor Frue Kirke, Odense. Dette anneksforhold galt frem til 1739, da Åsum Kirke blev anneks til Seden, hvilket den fortsat er.
- Seden Kirke fra sydvest
- Seden Kirke fra nordvest

## Bygning
Den lille, lavloftede kirke er opført af munkesten og er indviet 1412. Den oprindelige bygning er ganske traditionel, men af en type, der kendes fra andre samtidige småkirker (f.eks. den nærliggende Allerup Kirke). Den målte cirka 12 m fra korets østgavl til skibets vestende og var ganske lav. Indvendig er bevaret en række skabsnicher i både kor og skib samt to sidealternicher, der flankerer den omdannede triumfbue.

I løbet af 1400-tallet blev kirken trinvis om- og udbygget. Op mod århundredets midte blev skibet forlænget mod vest, hvilket er synligt i muren ved, at et savskifte i sydmuren ikke blev fortsat i den tilføjede del. Tårnet er formentlig rejst i 1400-tallets slutning, mens koret blev forhøjet og overhvælvet kort før reformationen 1536. 
I våbenhuset ses en trappe til kirkens tårn, og døren ind til skibet. Skibet er primært holdt i rødt, sort og hvidt.

## Inventar
Kirkens ældste inventar er den granitdøbefonten og en gravsten, der begge er romanske og altså betydelig ældre end selve bygningen. Det lille korbuefrucifiks må stamme fra midten af 1400-tallet.
Den efterreformatoriske nyindretning af kirken gennemførtes i 1500-tallets sidste årtier. 1580 skænkede kapellan Christoffer Bang og sognepræst Mads Jensen prædikestolen, der er udført i højrenæssancestil med arkadefag, der rummer malerier af evangelisterne fra 1600-tallet. Udformningen af arkaderne kendes også fra en gruppe af prædikestole fra blandt andet Korup, Birkende, Tommerup og Rynkeby, men Sedenstolen har ikke samme tandsnitsfrise om postamentfeltet, udskårne planteornamentik og rombemotiver eller de perspektiviske 'øjer'' i arkadernes svikler.
Altertavlen er anskaffet kort efter biskop Jacob Madsen 1590 beklagede at den gamle altertavle var i dårlig forfatning. Den er et typisk fynsk arbejde og hører til en gruppe af baldakinaltertavler fra Odenseegnen, der alle har eller har haft figurmaleri i storfeltet og bibelcitater i tavlernes øvrige felter. gruppen omfatter altertavlerne i Bogense Kirke (1588), Marslev Kirke (1592), Munkebo Kirke (1592) Rolsted Kirke (1593), Norup Kirke og Ellinge Kirke (1592/99). Altertavlen rummer nu et triptykon af Den Fortabte Søn udført 1952 af Niels Lindberg i "Skovgårdstil". I skibet hænger det forhenværende altermaleri forestillende Jesus hos Martha og Maria der malet i en naiv guldalderstil, signeret "C. Brantsen" og utydeligt dateret 18(5)6. Alterbordspanelerne er fra o. 1600. Kirkens altersølv er overtaget fra Munkebo Kirke 1757 (kirkerne havde samme ejer på det tidspunkt).

## Sognepræster i nyere tid
Denne liste viser kirkebogsførende sognepræster fra 1932 til i dag.
- 1932 - 1944: P. Prip

- 1944 - 1973: O. Borch-Madsen

- 1974 - 1982: M.P.S. Sørensen

- 1983 - nu: Nils Holger Ellekilde

## Eksterne kilder og henvisninger
- Seden Kirke hos KortTilKirken.dk
- Seden Kirke hos danmarkskirker.natmus.dk (Danmarks Kirker, Nationalmuseet)